# Марданшах Демавендский
Марданшах (перс. مردانشاه دماوندی‎) — иранский дворянин, принадлежавший к дому Карен, основатель династии Масмуганов, которая правила Лариджаном и окрестностями.
Во время арабского завоевания Ирана, Марданшах послал подкрепление, чтобы помочь Сиявахшу в Рее борьбе против арабов. Сиявахш, однако, проиграл это сражение. Арабы продолжили свой путь к Демавенду, где Марданшах заключил с ними мир, получив обещание, что он не будет атакован, а арабские армии не зайдут в его владения без его разрешения. На этих условиях Марданшах согласился платить дань Халифату.
После этого Марданшах исчезает из исторических хроник.